# Max Pfaller
Max Pfaller (* 1937 in München) ist ein deutscher Maler.

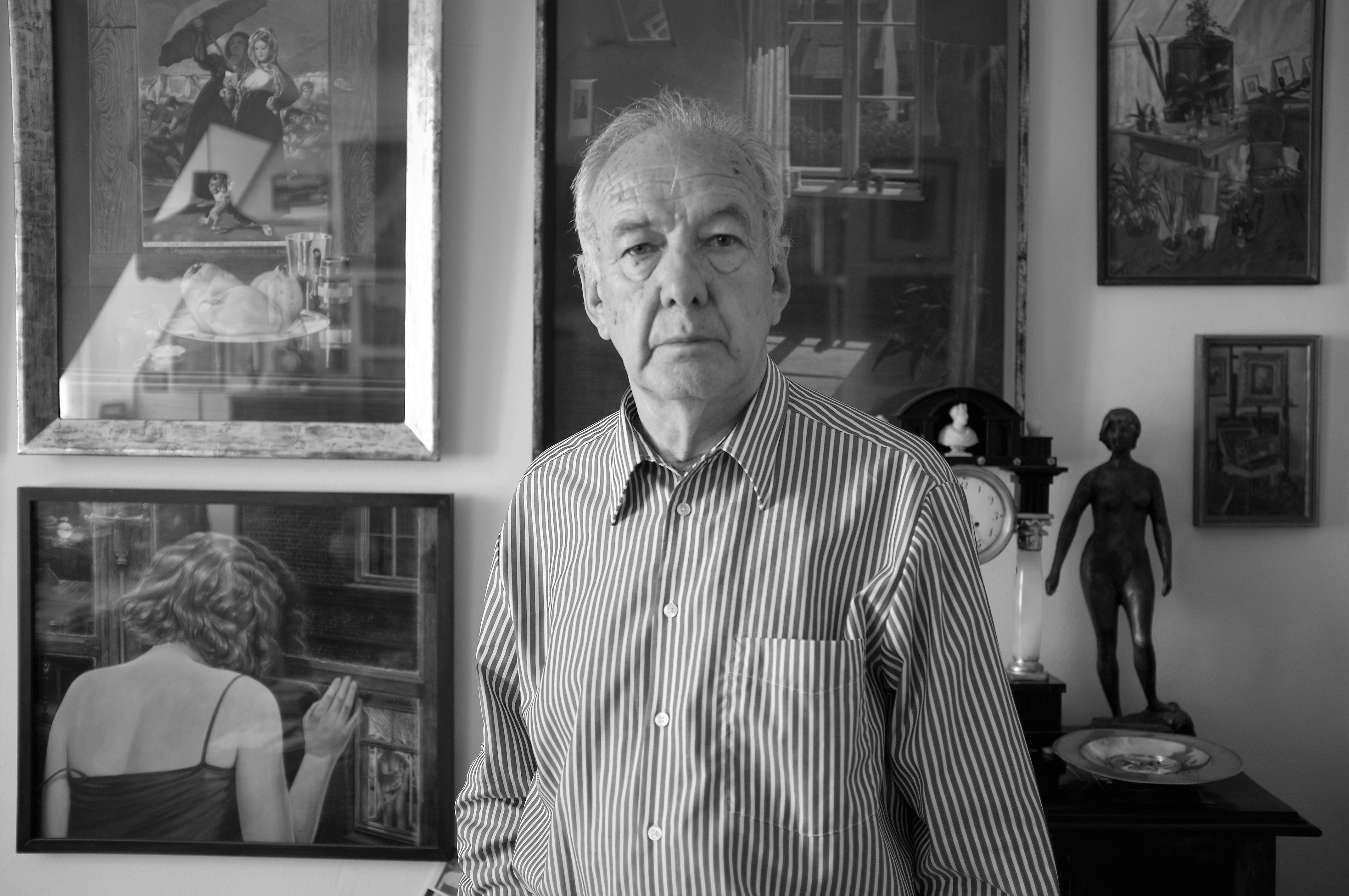
Selbstporträt Max Pfaller (2017)

## Leben
Nach einer kaufmännischen Lehre (1953 bis 1956) studierte er von 1957 bis 1963 an der Akademie der Bildenden Künste München bei Wilhelm Heise und Erich Glette. Seit 1964 ist er als freischaffender Künstler in München tätig.

## Künstlerisches Schaffen

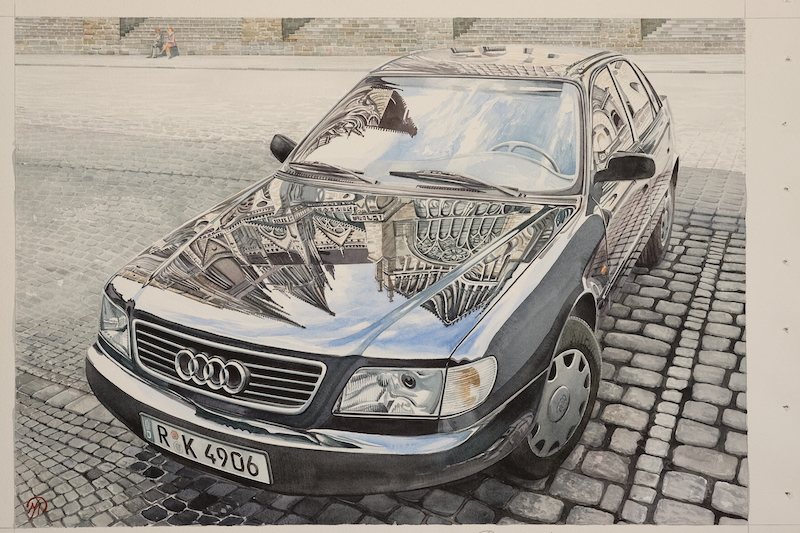
Dom zu Regensburg

Max Pfaller arbeitet mit unterschiedlichen Techniken: Acrylharzfarbe und Aquarell auf verschiedenen Untergründen: Holz, Leinwand, Hartfaserplatten, Karton, Papier. Zusätzlich beschäftigt er sich auch mit der Zeichnung und der Lithographie.

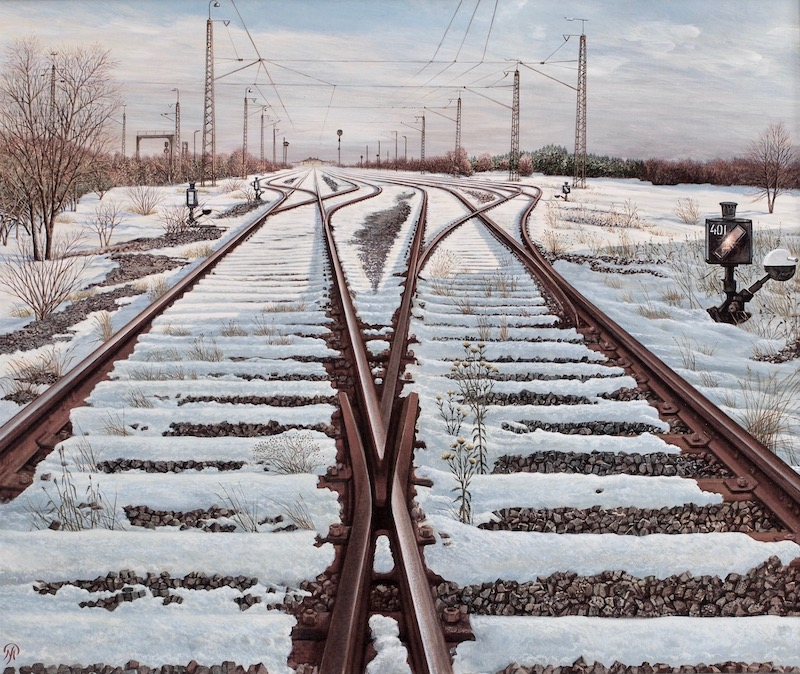
Vergessenes Licht
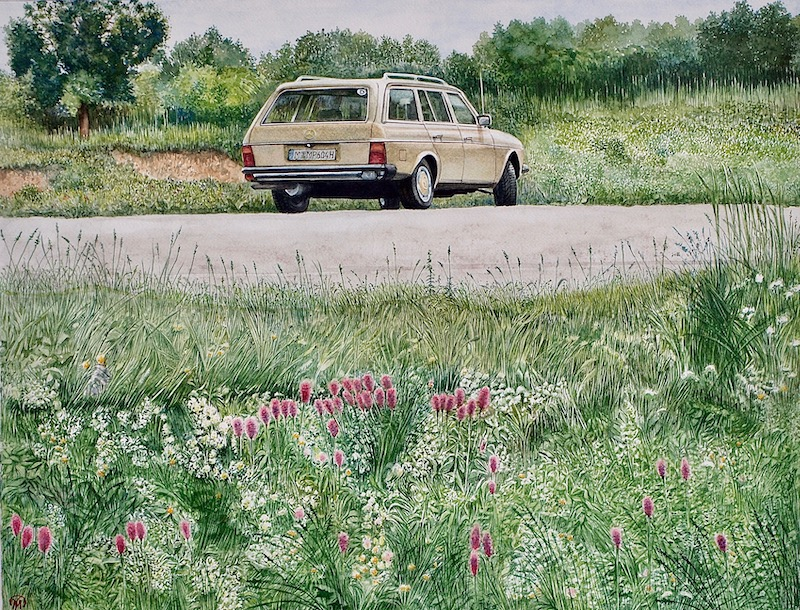
Einsamer Mercedes
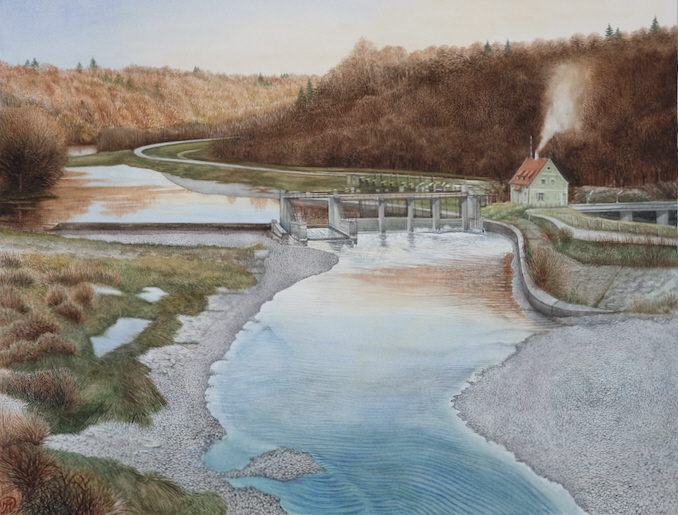
Isar-Ufer
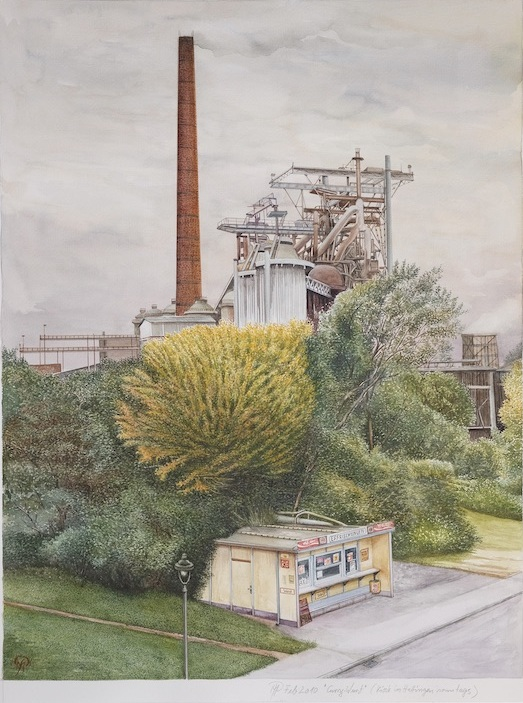
Stahlwerk in Hattingen
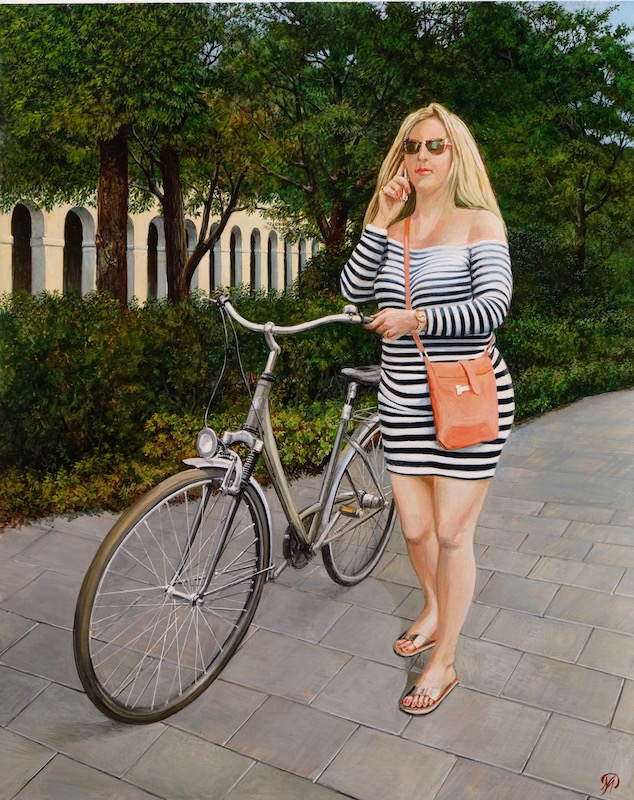
Gestreifte Radlerin
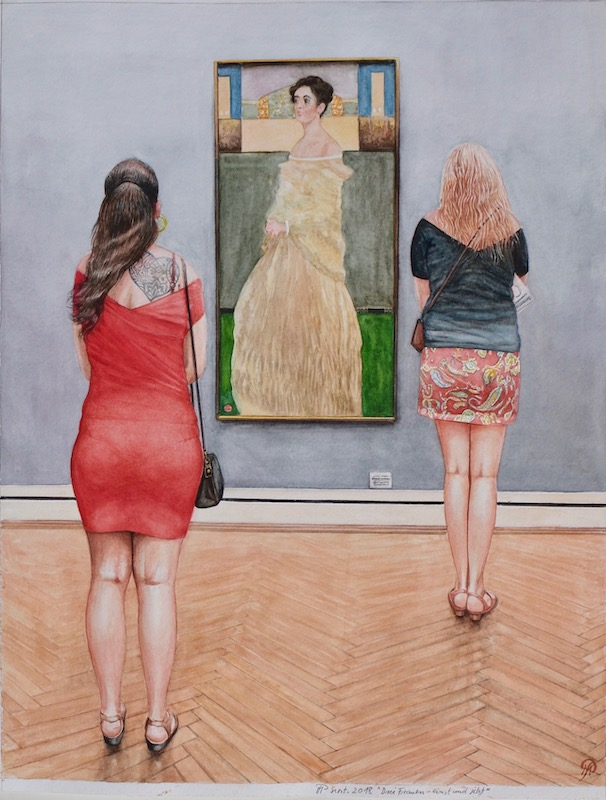
Drei Frauen
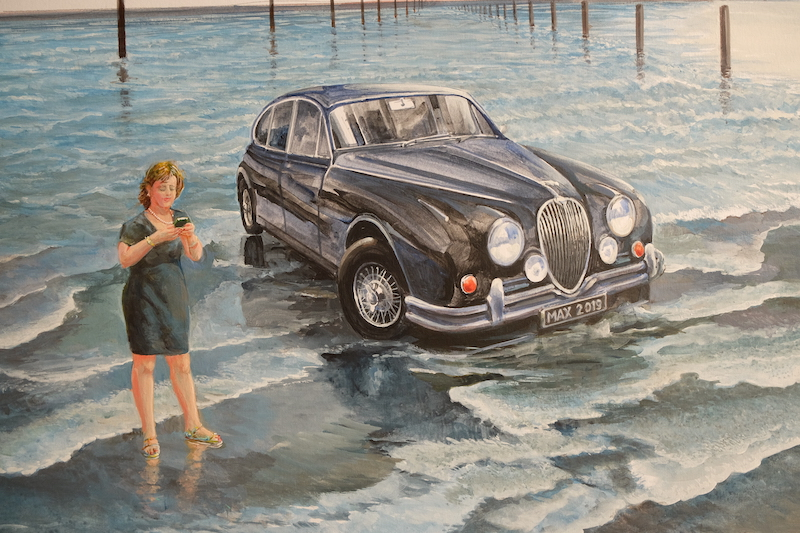
Von der Flut überrascht

## Auszeichnungen
- 1976: Seerosenpreis für bildende Kunst der Landeshauptstadt München

## Einzelausstellungen
- 1995: Verein Kunst und Kultur, Amtshaus Hohenaschau
- 2003: Galerie der Bayerischen Landesbank München
- 2009: Galerie im Hans-Reiffenstuel-Haus, Pfarrkirchen
- 2012: Galerie „Villa Maria“, Bad Aibling (Wirklichkeit – fast wirklich)
- 2012: Galerie Neubauer, München
- 2019: Galerie “Villa Maria”, Bad Aibling

## Ausstellungsbeteiligungen
- 1970 bis 2012: Beteiligung an der jährlichen Großen Kunstausstellung München im Haus der Kunst, München
- 1972 bis 1985: Jahresausstellungen in Rosenheim
- 2017: Malerei – Grafik – Skulptur. Ausstellung der Münchner Künstlergenossenschaft im Staatlichen Museum Ägyptischer Kunst München

## Mitgliedschaften
- 1976 bis 2009: Mitglied der Ausstellungsleitung Große Kunstausstellung München, Haus der Kunst München e.V.
- 1973 bis 2011: Mitglied und Juror der Münchener Secession
- seit 2012: Mitglied im Künstler-Unterstützungs-Verein München, seit 2017 Präsident

## Bildveröffentlichungen
In Büchern
- seit 1970 Kataloge Haus der Kunst, München
- Kultur & Technik: Das Magazin aus dem Deutschen Museum. Heft 1/1979. Taschenbuch 1979 (auf Titelseite Bild Gefährdeter Baum, 1975)
- ADAC: Auto in Kunst. ADAC-Verlag 1979.
- Jürgen (Vorwort), Kolbe (Autor): Lothringer Str. 13 – Kunst in Haidhausen. Lerchenmüller Verlag 1983.
- Marie-Louise Plessen (Hrsg.): Die Isar, ein Lebenslauf. Ausstellungskatalog im Münchner Stadtmuseum 1983. Hugendubel Verlag 1987. ISBN 3-88034-198-2 (Beteiligung an der Ausstellung, Abdruck des Bildes Isar und Isarkanal 1979).
- Heinrich Krohn: Welche Lust gewährt das Reisen! Prestel 1987. ISBN 3-7913-1689-3 (darin Abdruck des Bildes: Der Streckenwärter)
- ADAC: Spuren. ADAC-Verlag 1992.
- Max Pfaller: Malerei. Katalog zur Ausstellung 15. September bis 5. November 1995. Kunst und Kultur 1995.
- Susanne Bäumler: Die Kunst zu werben. Das Jahrhundert der Reklame. Katalog zur Ausstellung. Dumont 1996. (Beteiligung an der Ausstellung)
- Horst G. Ludwig: Vom Blauen Reiter zu Frisch gestrichen. Malerei in München im 20. Jahrhundert. Hugendubel 1997. ISBN 3-88034-970-3.
- Bernhard Setzwein: An den Ufern der Isar. Ein bayerischer Fluß und seine Geschichte. Koehler und Amelang 1999. ISBN 3-7338-0174-1 (Abdruck des Bildes Isar und Isarkanal 1979).

In Zeitschriften (Auswahl)
- Kultur und Technik. Zeitschrift des Deutschen Museums 1/1979.
- Ullsteins Gourmet, 9/1980.
- TransAtlantik, 11/1980.
- Münchner Theaterzeitung, Heft 3/1986.
- Blickpunkt DB, 3/1987.
- Deutsche Bundesbahn: Die schöne Welt. Heft Juni/1987.
- Münchner Mosaik, Juli/August 1989.
- Deutsche Lufthansa: Bordbuch, Heft 2/1993.
- München Mosaik, Heft 3/1995.
- Medizin und Kunst, Heft 4/1997.
- Applaus Kulturmagazin, 7/8 2003.